# Междущатска магистрала 580 (Калифорния)
Междущатска магистрала 580 за кратко магистрала 580 или 580 (на английски: Interstate 580) е междущатска магистрала в Северна Калифорния свързваща Района на Санфранциския залив с магистрала 5 в Централната калифорнийска долина. Магистрала 580 е дълга 128,70 км (79,97 мили). Сегмент от магистрала 580 се нарича автострада „Мак Артър“.
Западната част на магистрала 580 е в град Сан Рафаел, който се намира на север от Сан Франциско при магистрала 101. Източната част на магистрала 580 е на югоизток от град Трейси при магистрала 5.

## Градове
Главни градове по пътя на магистрала 580:
- Сан Рафаел
- Ричмънд
- Олбани
- Бъркли
- Емеривил
- Оукланд
- Сан Леандро
- Кастро Вали
- Дъблин
- Плезантън
- Ливърмор
- Трейси